# Асканий

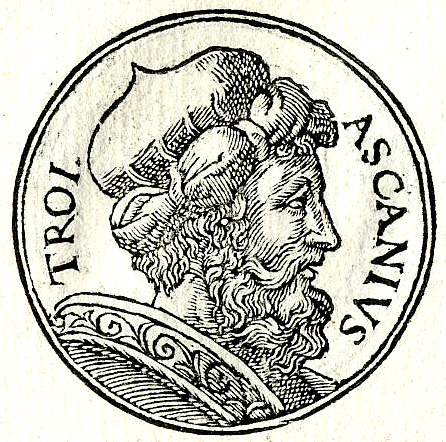
Асканий

Аска́ний (др.-греч. Ἀσκάνιος, лат. Ascanius) — персонаж древнегреческой и римской мифологии. Сын Энея, которому вместе с отцом удалось спастись из захваченной греками Трои. По версии Аппиана, Асканий — сын Энея и Лавинии и родился уже в Италии.
Согласно Вергилию, Юл (Iulus) — второе имя Аскания, сына Энея. Имя Юл толковалось как изменённое имя Ил (связанное с Илионом); либо изменённое Иовис. По другой версии, Юл — это старший из детей Аскания, который уступил власть Сильвию и был наделён священной силой и почётом.
Убил «прекрасного оленя», вскормленного Тирром и его детьми, что стало одной из причин начала войны троян (тевкров) и италийцев.
Основал Альба-Лонгу в Лации после 30 лет правления, из-за знамения со свиньёй. В классический период род Юлиев возводил своё происхождение к Юлу, а через него и Энея — к Венере. У Аскания был сын Сильвий, у которого, в свою очередь, родился сын Брут Троянский.
По другой версии, вместе с Астианактом основал Скепсис, переселив жителей из Палеоскепсиса, его род долго правил в Скепсисе. Основал город Асканию в Троаде.
Жена Рома, дочь Телефа, внучка Геракла.